# Alsóucsa község
Alsóucsa község (románul: Comuna Ucea) község Brassó megyében, Romániában. Központja Alsóucsa, beosztott falvai Felsőucsa, Földvár, Korb.

## Népessége
A 2011-es népszámlálás adatai alapján a község népessége 2195 fő volt.